# Guillermo Andrés Oyarzábal
Guillermo Andrés Oyarzábal, (Córdoba (Argentina), 11 de marzo de 1958) es un historiador naval argentino y oficial naval militar.

## Oficial naval militar
Presta servicios en la Armada Argentina desde el año 1979. Alcanzó el grado de capitán de navío y, al 2014, es oficial de Estado Mayor.
Egresó  de la Escuela Naval Militar (Argentina) en el año 1979. En 1982, combatió en la Guerra de Malvinas. Al año siguiente, obtuvo la especialización Artillería en la Escuela de Oficiales de la Armada, y en 1998, cursó la Escuela de Guerra Naval (Argentina). Prestó servicios en distintas unidades navales entre ellas, el portaaviones 25 de Mayo, Base Naval Ushuaia, lancha patrullera Barranqueras, corbeta Granville, aviso Alférez Sobral y Escuela de Oficiales de la Armada.
Siendo capitán de corbeta, y luego de alcanzar los títulos de profesor y licenciado en Historia, en 1999, se integró al Departamento de Estudios Históricos Navales, repartición de la Armada Argentina. Fue jefe de la División Investigaciones Históricas y, entre 2002 y el 2012, elevado a jefe del departamento mencionado. 

## Estudios
Entre 1975 y 1979, realizó los cursos de la Escuela Naval Militar (Argentina), egresando con el grado de guardiamarina. 
En 1983, efectuó la especialización Artillería en la Escuela de Oficiales de la Armada. 
Entre 1987 y 1994, cursó estudios en la Universidad Nacional del Sur, obteniendo los títulos de grado de profesor y licenciado en Historia. 
En 1998, cursó la Escuela de Guerra Naval (Argentina) donde obtuvo el título de Licenciado en Sistemas Navales.
En 2003, obtuvo el título de posgrado de doctor en Historia, en la Universidad del Salvador, defendiendo la tesis “Los Marinos de la Generación del ochenta (l872-1902)”.  

## Historiador marítimo y naval
Cuenta con un centenar de publicaciones entre libros y artículos de alta divulgación histórica. 
Entre sus principales publicaciones pueden mencionarse: 
- Argentina hacia el Sur. La utopía del primer puerto militar  (Instituto Nacional Browniano 1999 e Instituto de Publicaciones Navales 2002); 
- Los Marinos de la Generación del Ochenta- Evolución y consolidación del poder naval de la Argentina  (Instituto de Publicaciones Navales 2003 y Editorial EMECE 2005), adaptación de su tesis doctoral;
- Guillermo Brown  (Librería Histórica, 2006), traducido al inglés con el título William Brown. An Irish seaman in the River Plate (2008)
- de los capítulos sobre las Fuerzas Armadas y el Mar Argentino en la colección de la Nueva Historia de la Nación Argentina, de la Academia Nacional de la Historia (Planeta 1999-2003);
- La Tempestad. Naufragio de la cazatorpedera “Rosales” y proceso a los sobrevivientes (1892-1894)  (Instituto de Publicaciones Navales, 2012);
Es miembro de número y tesorero de la Academia Nacional de la Historia (Argentina); miembro de número y secretario del Instituto Nacional Browniano; miembro de número de la Academia Nacional Sanmartiniana; de la Unión Cultural Americana y del Instituto de Historia Militar de la Academia Nacional de la Historia (Argentina). 
Es profesor en materias de la ciencia histórica en universidades de su país. 

## Actuación pública
Es miembro de número y tesorero de la Academia Nacional de la Historia de la República Argentina; miembro de número y secretario del Instituto Nacional Browniano; miembro de número de la Academia Nacional Sanmartiniana; de la Unión Cultural Americana y del Instituto de Historia Militar de la Academia Nacional de la Historia de la República Argentina. 
Es profesor e investigador de la Pontificia Universidad Católica Argentina Santa María de los Buenos Aires; y se desempeña como miembro asesor del comité de doctorado. Es director de la revista Temas de Historia Argentina y Americana, órgano de dicha institución. En sus claustros, dictó la cátedra de Introducción a la Historia, y actualmente, la de Historia Americana I e Historia Argentina I, de la carrera de Historia (Facultad de Ciencias Sociales, Políticas y de la Comunicación). 
Fue profesor de Introducción a la Historia en la carrera de Historia y Geografía del Instituto Superior del Profesorado San Agustín. 
Fue profesor de Historia de España e Historia Constitucional Argentina en la Universidad Nacional del Sur.  

## Obras del autor
- Argentina hacia el Sur. La utopía del primer puerto militar (1999);
- Los Marinos de la Generación del Ochenta (2003);
- Guillermo Brown (2006);
- William Brown. An Irish seaman in the River Plate (2008);
- La Tempestad. Naufragio de la cazatorpedera “Rosales” y proceso a los sobrevivientes (1892-1894)  (2012).

### Documentos inéditos
Curriculum vitae del capitán de navío Guillermo Andrés Oyarzábal, en: Departamento de Estudios Históricos Navales de la Armada Argentina.